# FA Charity Shield 1995
Lo FA Charity Shield 1995, noto in italiano anche come Supercoppa d'Inghilterra 1995, è stata la 73ª edizione della Supercoppa d'Inghilterra.
Si è svolto il 13 agosto 1995 al Wembley Stadium di Londra tra il Blackburn, vincitore della FA Premier League 1994-1995, e l'Everton, vincitore della FA Cup 1994-1995.
A conquistare il titolo è stato l'Everton che ha vinto per 1-0 con rete di Vinny Samways.

## Partecipanti
| Squadre   | Qualificazione                              | Partecipazioni precedenti (il grassetto indica la vittoria)     |
| --------- | ------------------------------------------- | --------------------------------------------------------------- |
| Blackburn | Vincitore della FA Premier League 1994-1995 | 3 (1912, 1928, 1994)                                            |
| Everton   | Vincitore della FA Cup 1994-1995            | 10 (1928, 1932, 1933, 1963, 1966, 1970, 1984, 1985, 1986, 1987) |

## Tabellino
| Arbitro: | Dermot Gallagher |

|             |           |  |
| Samways 57’ | Marcatori |  |

### Formazioni
| Everton:        |    |                  |             |     |
|                 |    |                  |             |     |
| P               | 1  | Neville Southall |             |     |
| D               | 2  | Earl Barrett     |             |     |
| D               | 6  | Gary Ablett      |             |     |
| D               | 4  | David Unsworth   |             |     |
| D               | 3  | Andy Hinchcliffe |             |     |
| C               | 20 | Tony Grant       |             | 46’ |
| C               | 18 | Joe Parkinson    |             |     |
| C               | 10 | Barry Horne      |             |     |
| C               | 11 | Anders Limpar    |             |     |
| C               | 16 | Vinny Samways    | Ammonizione |     |
| A               | 8  | Paul Rideout     |             |     |
| A disposizione: |    |                  |             |     |
| P               | 13 | Jason Kearton    |             |     |
| D               | 5  | Dave Watson      |             | 46’ |
| D               | 15 | Matt Jackson     |             |     |
| C               | 14 | John Ebbrell     |             |     |
| A               | 12 | Daniel Amokachi  |             |     |
| Allenatore:     |    |                  |             |     |
| Joe Royle       |    |                  |             |     |

| Blackburn:      |    |                 |  |     |
|                 |    |                 |  |     |
| P               | 1  | Tim Flowers     |  |     |
| D               | 3  | Jeff Kenna      |  | 31’ |
| D               | 25 | Ian Pearce      |  |     |
| D               | 16 | Chris Sutton    |  |     |
| D               | 6  | Graeme Le Saux  |  |     |
| C               | 7  | Stuart Ripley   |  | 68’ |
| C               | 23 | David Batty     |  |     |
| C               | 4  | Tim Sherwood    |  |     |
| C               | 8  | Kevin Gallacher |  | 80’ |
| A               | 10 | Mike Newell     |  |     |
| A               | 9  | Alan Shearer    |  |     |
| A disposizione: |    |                 |  |     |
| P               | 13 | Bobby Mimms     |  |     |
| D               | 12 | Nicky Marker    |  | 80’ |
| C               | 14 | Lee Makel       |  | 68’ |
| C               | 22 | Mark Atkins     |  | 31’ |
| C               | 26 | Gary Tallon     |  |     |
| Allenatore:     |    |                 |  |     |
| Kenny Dalglish  |    |                 |  |     |